# Цисувка (Мазовецьке воєводство)
Цисувка (пол. Cisówka) — село в Польщі, у гміні Станіславув Мінського повіту Мазовецького воєводства.
Населення — 303 особи (2011).
У 1975-1998 роках село належало до Седлецького воєводства.

## Демографія
Демографічна структура станом на 31 березня 2011 року:
|          | Загалом | Допрацездатний вік | Працездатний вік | Постпрацездатний вік |
| -------- | ------- | ------------------ | ---------------- | -------------------- |
| Чоловіки | 149     | 31                 | 98               | 20                   |
| Жінки    | 154     | 34                 | 83               | 37                   |
| Разом    | 303     | 65                 | 181              | 57                   |